# Łukasz Dziedzic
Łukasz Dziedzic (ur. 9 października 1982 w Częstochowie) – polski aktor musicalowy, wokalista (baryton).
W 2005 ukończył studium wokalno-aktorskie przy Teatrze Muzycznym w Gdyni, a w 2008 Akademię  Muzyczną w Gdańsku. Karierę rozpoczął główną rolą męską w musicalu "Taniec wampirów" Romana Polańskiego, wystawionym na scenie Teatru Muzycznego Roma w Warszawie, w 2006 uczestniczył w nagraniu albumu z tego musicalu (jako Krolock), który w 2007 zdobył tytuł "Platynowej Płyty."
W 2015 roku Aktor zrezygnował z wykonywania zawodu.

## Teatr Muzyczny w Gdyni[1]
- "Jesus Christ Superstar", (reż. Maciej Korwin) – (jako Piotr)  – 2002
- "Evita", reż. Maciej Korwin – (zespół aktorski) – 2003
- "Wichrowe Wzgórza", reż. Maciej Korwin – (zespół aktorski) – 2003
- "Dracula", reż. Maciej Korwin – (zespół aktorski) – 2004
- "Fame", reż. Małgorzata Talarczyk – (Joe Vegas) – 2004 (przedstawienie dyplomowe)
- "Fame", reż. Jarosław Staniek – (Nick) – 2007
- "Footloose", reż. Maciej Korwin – (Trener)
- "Francesco", reż. Wojtek Kościelniak – (Francesco) – 2007
- "Piękna i Bestia", reż. Maciej Korwin – (Pan Zegar) – 2008
- "Skrzypek na dachu", reż. Jerzy Gruza – (Perczyk) – 2008
- "My Fair Lady", reż. Maciej Korwin – (Harry) – 2009
- "Shrek", reż. Maciej Korwin – (Lord Farquaad) – 2011
- "La Cage aux Folles", reż. Maciej Korwin – (Mercedes) – 2012
- "Shrek", reż. Maciej Korwin – (Shrek) – 2013
- "Chłopi", reż. Wojciech Kościelniak  – (Młynarz) – 2013
- "Przygody Sindbada żeglarza", reż. Jaroslaw Kilian – (Lord Farquaad) – 2014

## Teatr Muzyczny „Roma”
- "Taniec wampirów", reż. Cornelius Baltus – (Krolock) – 2005−2006
- "Les Misérables", reż. Wojciech Kępczyński – (Javert)[2] – 2010–2012

## Opera Podlaska
- "Upiór w operze" – (Upiór)[3] – od maja 2013

## Inne
- "Dworzec ZOO" (reż. Włodzimierz Kuca) – Teatr Tańca Politechniki Częstochowskiej.